# Bill Inmon
William Harvey Inmon (ur. 1945) – amerykański informatyk, uznawany przez wielu za ojca hurtowni danych. Bill Inmon napisał książkę, która była podstawą do nauki o hurtowniach danych. Stworzył on definicję hurtowni danych (ang. Data Warehouse) zawierającą czas zbierania danych w wariancie wsparcia zarządzania decyzjami. W porównaniu z podejściem innych pionierskich architektów hurtowni danych, między innymi Ralpha Kimballa, podejście Inmona jest często określane jako podejście top-down.

## Życiorys
Bill Inmon urodził się 20 lipca 1945 w San Diego w Kalifornii. Otrzymał tytuł Bachelor of Science z matematyki na Uniwersytecie Yale, a tytuł magistra informatyki uzyskał na Uniwersytecie Stanu Nowy Meksyk. W przeszłości Bill Inmon był twórcą Corporate Information Factory, a także hurtowni danych 2.0 – określił nową generację hurtowni danych. Jest on odpowiedzialny za budowę, użytkowanie i utrzymanie hurtowni danych w Corporate Information Factory.
Jego książki to Budowa hurtowni danych (z 1992 oraz późniejsze wydania) i Hurtownie danych 2.0: architektura następnej generacji z hurtowni danych (2008). W lipcu 2007 Computerworld ogłosił Billa Inmona jedną z dziesięciu osób, które najbardziej wpłynęły na pierwsze 40 lat w branży komputerowej. Przedstawił on metodologię, która pokazuje, jak dokonać integracji danych uporządkowanych (np. tabele i pliki) i niestrukturalnych (np. notatki, dokumenty, zdjęcia, głos i multimedia oraz różnych internetowych formatów danych). Niedawno opracował on technikę dotyczącą niestrukturalnych danych w hurtowni danych – tekst ETL. Mając 35 lat doświadczenia w technice baz danych i projektowania hurtowni danych, jest on znany na całym świecie ze swoich seminariów na temat rozwój hurtowni danych i architektury informacji.

## Publikacje
Bill Inmon opublikował ponad 40 książek i 1000 artykułów na temat hurtowni danych i zarządzania danymi, w tym:
- 1981: Effective Data Base Design. Prentice Hall
- 1986: Information systems architecture : a system developer's primer. Prentice-Hall
- 1986: The dynamics of data base. With Thomas J. Bird, Jr. Prentice-Hall
- 1988: Information engineering for the practitioner : putting theory into practice. Prentice Hall
- 1992: Rdb/VMS: Developing the Data Warehouse. With Chuck Kelley, QED, 19921321abhish
- 1992: Building the Data Warehouse. 1st Edition. Wiley and Sons
- 1998: Corporate Information Factory. With Claudia Imhoff and Ryan Sousa. John Wiley and Sons
- 2000: Exploration Warehousing: Turning Business Information into Business Opportunity. With R. H. Terdeman, John Wiley and Sons
- 2007: Business Metadata. With Bonnie Oneil and Lowell Fryman. Elsevier Press
- 2007: Tapping Into Unstructured Data. With Tony Nesavich. Prentice Hall
- 2008: DW 2.0 – Architecture for the Next Generation of Data Warehousing. With Derek Strauss and Genia Neushloss, Elsevier Press